# Tórshavn Havn
Der Tórshavn Havn, der Hafen von Tórshavn, ist der größte Handels- und Fährhafen der Färöer. Hier werden jährlich 500.000 Tonnen Güter umgeschlagen. Die Färinger nennen ihre Hauptstadt meist nur Havn („Hafen“). Es ist also der Hafen des Landes.
Der Tórshavner Hafen erstreckt sich über eine Fläche von etwa 200.000 m². Die Anlegeplätze haben eine Gesamtlänge von 1.575 m, und der Hafen ist maximal 9,3 m tief. Das Ufer entlang der Kaianlagen ist etwa 2 Kilometer lang und ein beliebter Spaziergang nicht nur unter Touristen.
Das Hafenbecken wird durch die Halbinsel Tinganes in zwei Bereiche geteilt:
1. Eystaravág (Ostbucht) ist der Fähr- und Handelshafen. Hier legen die großen Fähren (u. a. Norröna und Smyril) und Frachter an. Hier fahren auch alle Überlandbusse von Strandfaraskip Landsins ab. Über diesem Teil thront die Festung Skansin mit ihrem Leuchtturm.
2. Vestaravág (Westbucht) ist der Fischereihafen. Hier befinden sich nicht nur die idyllischsten Fotomotive, sondern auch die Werft. Größter Fischereihafen der Färöer ist er allerdings nicht. Dieser befindet sich in Klaksvík.

Ursprünglich wurde Tórshavn nicht als ein besonders günstiger Naturhafen angesehen, obwohl die vorgelagerte Insel Nólsoy eine nicht unwichtige Wellenbrecherfunktion hat. Somit war Tórshavn vor tausend Jahren nur durch sein Althing auf Tinganes wichtig, das hier wegen der geografisch zentralen Lage etabliert wurde. Durch dieses politische Zentrum siedelten sich aber seit dem 13. Jahrhundert auch Kaufleute an. Bekannt ist die Gabelzeit aus dem 17. Jahrhundert. Die eigentliche Entwicklung zur Seehandelsdrehscheibe geschah erst in der zweiten Hälfte des 18. Jahrhunderts durch den Rybergs Handel.
Erst mit dem Bau der Mole 1927 wurde Tórshavn jedoch zu einem richtigen Seehafen, der den gestiegenen Anforderungen gerecht wurde. Ende des 20. Jahrhunderts wurde diese Mole erheblich erweitert. Der Hafen ist ein wichtiger Arbeitgeber in der Hauptstadt.
Zur Ólavsøka ist der Tórshavner Hafen jedes Jahr Schauplatz des größten färöischen Ruderwettkampfs der Saison, wo der Landesmeister in mehreren Klassen ermittelt wird.
Drei Webcams ermöglichen es, den Hafen live in aller Welt zu beobachten.

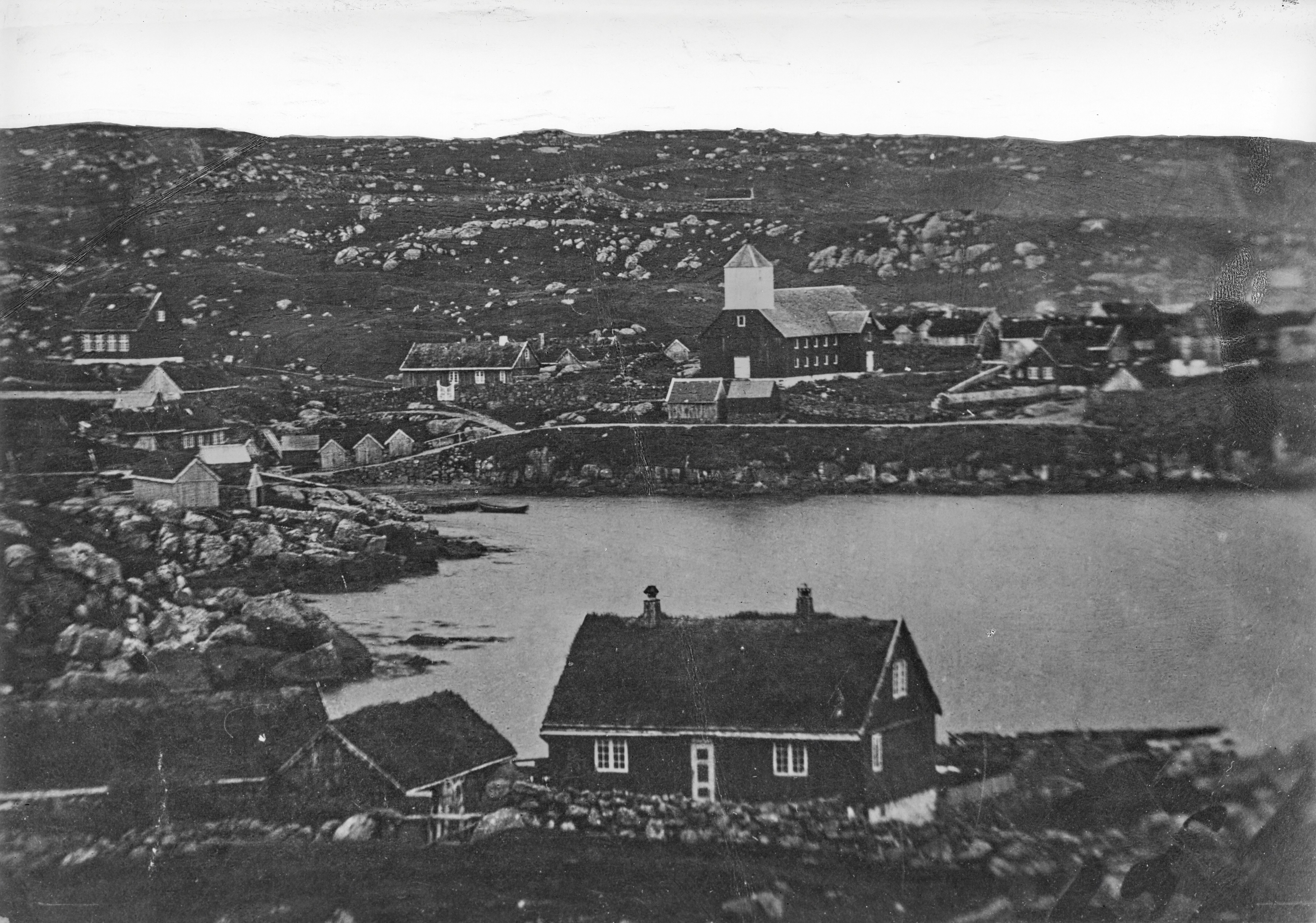
Vestaravág, der Westhafen 1864
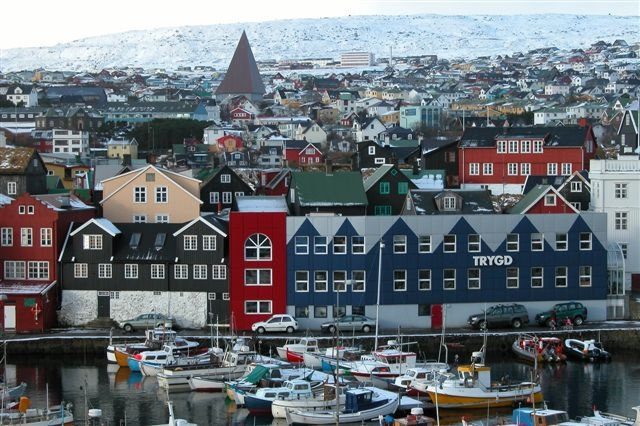
Vestaravág im Februar 2005
Eystaravág mit den beiden großen Autofähren Norröna II. und Smyril IV.